# Walter Scott
Walter Scott, primer baronet (Edimburgo, Escocia, 15 de agosto de 1771-Abbotsford House, 21 de septiembre de 1832), fue un escritor británico prolífico del Romanticismo de acción, especializado en novelas históricas, género del que se le puede considerar inventor, además de ser poeta y editor. Fue conocido en toda Europa en su época, y, en cierto sentido, fue el primer autor que tuvo una verdadera carrera internacional en su tiempo, con muchos lectores contemporáneos en Europa, Australia y Norteamérica.[cita requerida]
Sus novelas históricas y, en menor medida, su poesía, aún se leen, pero hoy es menos popular de lo que fue en la cumbre de su éxito. A pesar de ello, muchas de sus obras siguen siendo clásicos en la literatura inglesa y específicamente escocesa. Algunos de sus títulos más famosos son Ivanhoe, Rob Roy, The Lady of the Lake, Waverley y The Heart of Midlothian.
Aunque recordado principalmente por sus extensas obras literarias y su compromiso político, Scott fue abogado, juez y administrador legal de profesión, y a lo largo de su carrera combinó su trabajo de redacción y edición con su ocupación diaria como secretario de sesión y alguacil-diputado de Selkirkshire.
Scott, un miembro destacado del establecimiento conservador en Edimburgo, fue miembro activo de la Highland Society, sirvió durante un largo período como presidente de la Royal Society of Edinburgh (1820-1832) y fue vicepresidente de la Society of Antiquaries of Scotland (1827-1829).

## Primeros años
Nació en College Wynd, en Edimburgo en 1771; era hijo de un abogado. El joven Walter Scott sobrevivió a un ataque de polio en su infancia que lo dejó cojo de la pierna derecha de por vida. Para restaurar su salud, lo enviaron a vivir durante varios años a la región rural de los Borders (en el sureste de Escocia, fronterizo con Inglaterra) durante siete meses para estabilizar su enfermedad. Allí vivió en la granja de sus abuelos en Sandyknowe. Aprendió el habla de la zona, así como los cuentos y leyendas que caracterizarían gran parte de su trabajo. Su estado de salud motivó también que pasara parte de su infancia en la ciudad balnearia de Bath, en Inglaterra.
Después de estudiar Derecho en la Universidad de Edimburgo, siguió los pasos de su padre y se hizo abogado en Edimburgo. Como empleado de un abogado hizo su primera visita a las Tierras Altas escocesas, para ejecutar un desahucio.
Scott estaba enamorado de Williamina Belsches de Fettercairn, a quien le había propuesto matrimonio varias veces. A pesar de que ella había sido ambigua al contestarle, Scott esperaba que tarde o temprano aceptara. Pero en 1796, Scott se fue a un viaje, y cuando regresó se dio cuenta de que Williamina se estaba enamorando de William Forbes, VII.º baronet de Pitsligo y uno de sus amigos, con quien ella terminaría casándose (más tarde tendrían al científico James David Forbes). Cuando se anunció el compromiso entre Belsches y Forbes, Scott primero se enfadó mucho con ella. Aunque Scott sufrió una decepción amorosa y un sentimiento de dolor que se quedaría en él durante un tiempo, después comprendió que ella no quería hacerle daño. Scott seguiría siendo amigo de Forbes, a quien después de morir, aludiría en Marmion, y en una carta donde lo describía como un buen amigo.

## Inicio de su carrera literaria

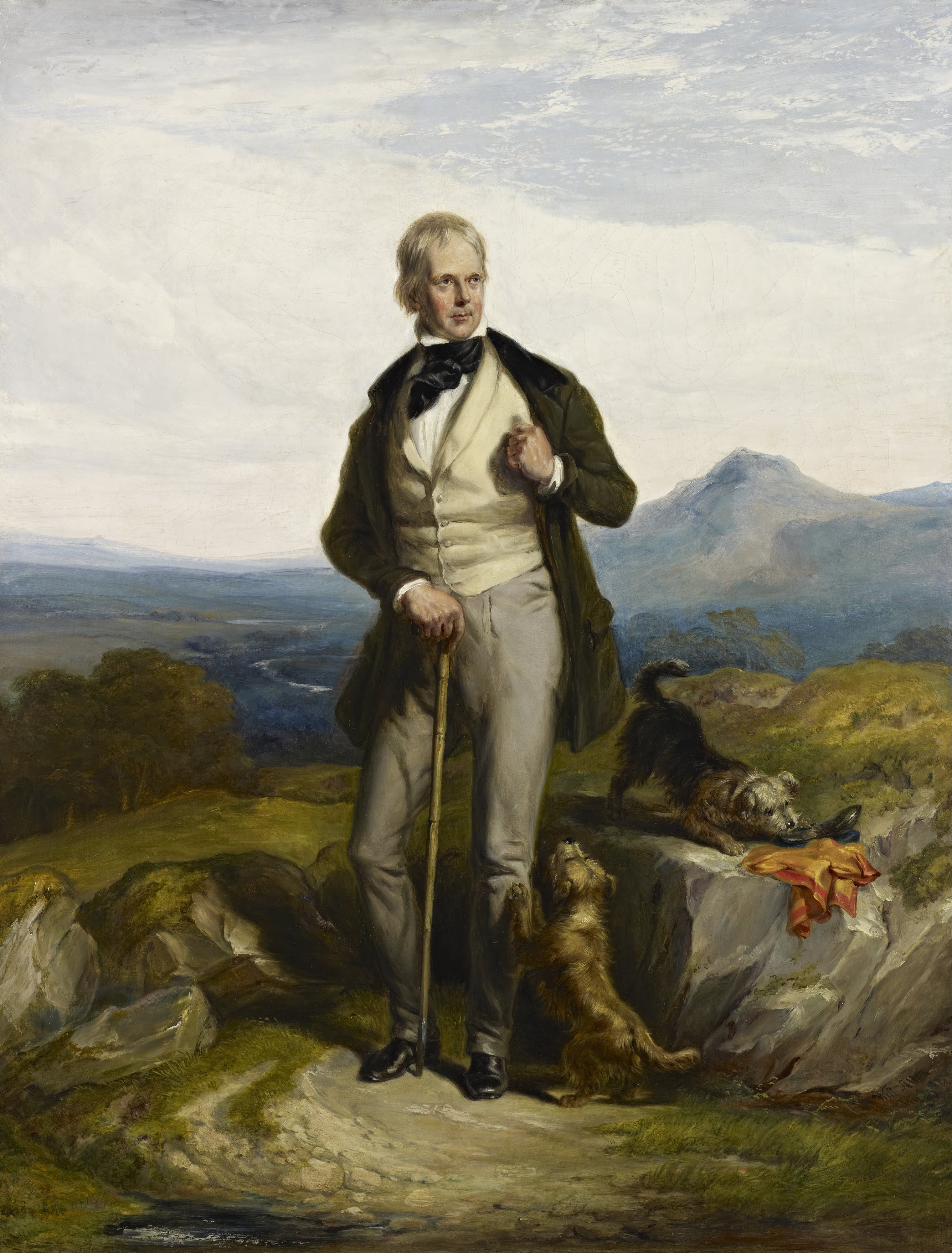
William Allan, Sir Walter Scott, 1771 - 1832. Novelist and poet (1844), óleo de la National Gallery of Scotland, Edimburgo

A los veinticinco años de edad, empezó a escribir como diversión estupenda y feliz, traduciendo obras del alemán. Su primera publicación fue una versión rimada de baladas de Gottfried August Bürger, en 1796. Posteriormente publicó tres volúmenes de baladas escocesas The Minstrelsy of the Scottish Border (Poemas de la frontera escocesa, 1802). Era la primera señal de su interés por la historia escocesa desde un punto de vista literario.
Scott se hizo entonces un ardiente compañero de la yeomanry, fuerza de caballería voluntaria británica. En una de sus incursiones conoció, en el balneario de Gilsland, situado en el muro de Adriano, a Margaret Charlotte Charpentier (o Charpenter), hija de Jean Charpentier, de Lyon (Francia), con quien se casó en 1797. Tuvieron cinco hijos. En 1799 fue nombrado juez de Selkirk, con residencia en el burgo real de Selkirk.
En los primeros años de su matrimonio, Scott vivía bien, gracias a sus ingresos legales, su salario como juez de paz, los de su mujer, alguna cantidad que le rendían sus escritos e incluso alguna renta de la exigua herencia paterna.
Después de fundar una imprenta, su poesía, comenzando por The Lay of the Last Minstrel / Canto del último trovador en 1805, le dio fama. Publicó otros poemas en la siguiente década, incluyendo la popular The Lady of the Lake (1810).
Otra obra de este período, Marmion, incluía algunas de sus frases más citadas y, a menudo, atribuida erróneamente a otros (canto VI.º, stanza 17):

Yet Clare's sharp questions must I shun, / Must separate Constance from the nun / Oh! what a tangled web we weave / When first we practice to deceive! / A Palmer too! No wonder why / I felt rebuked beneath his eye. "Sin embargo, debo evitar las agudas preguntas de Clare, / debo separar a Constance de la monja. / ¡Oh! ¡Cuán enredada red tejemos / cuando practicamos un engaño por vez primera! / ¡También un Palmer! No es de extrañar por qué / me sentí reprendido bajo su mirada"

Considera Ifor Evans que sus poesías no pueden compararse a las novelas, «pero utiliza todos los recursos románticos de la caballería, la guerra, el patetismo, el sentimiento y el encanto de un pasado imaginario. Sus poemas poseían un cierto valor como supervivencias y son bastante mejores de lo que los consideraron muchos críticos, e incluso el propio autor en sus momentos de simpática modestia».
En 1809, su afinidad con los tories lo llevó a ser cofundador del Quarterly Review, un diario al que hizo contribuciones anónimas.

## Las novelas

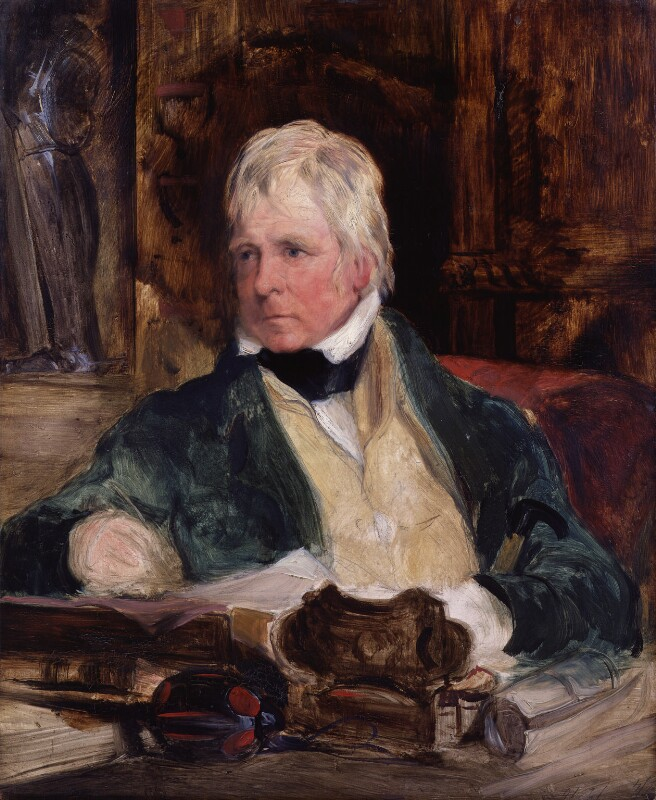
Sir Walter Scott en 1824, retrato de Sir Edwin Henry Landseer.

Cuando la imprenta tuvo problemas financieros, Scott decidió, en 1814, escribir obras que le generaran constantes ingresos. El primer resultado fue Waverley, Waverley, or Tis Sixty Years Since / Waverley, o Escocia hace sesenta años, una novela publicada anónimamente. Se ambienta durante el levantamiento jacobita de 1745 en el Reino Unido; su protagonista, el inglés Edward Waverley, simpatizante del jacobitismo debido a su crianza tory, se ve involucrado en los hechos, pero al final elige la respetabilidad que representaba la casa de Hanóver. La obra tuvo un éxito considerable, y fundó el género de la novela histórica moderna.
La siguieron una sucesión de novelas a lo largo de cinco años, todas de ambientación escocesa. Consciente de su reputación como poeta, siguió publicando anónimamente, con el nombre de Autor de Waverley o atribuido como «Cuentos de...» sin autor conocido. Incluso cuando estaba claro que no le iba a dañar admitir su autoría, mantuvo las apariencias, aparentemente por diversión. Durante este tiempo, el apodo El Mago del Norte se aplicaba al misterioso autor de estos éxitos. Su identidad como autor de las novelas era un secreto bastante conocido, hasta el punto de que, en 1815 Scott tuvo el honor de cenar con Jorge IV, el Príncipe Regente, quien quería conocer al «autor de Waverley». Fundó el Club Bannatyne para imprimir obras raras de historia, poesía o literatura en general escritas en escocés. Y logró imprimir 116 volúmenes en total, por más que terminara disuelto en 1861.
En 1819 dejó de escribir sobre Escocia con su obra más conocida, Ivanhoe, una novela histórica que tiene lugar en la Inglaterra del siglo XII, con algunos personajes tan famosos como Ricardo Corazón de León, Robin Hood o Juan sin Tierra, y cuyos personajes judaicos proyectarían en el presente la cuestión entonces en debate de la Emancipación de los judíos ingleses, que solo llegaría en 1858. Alcanzó otro éxito, esta vez clamoroso. Y, lo mismo que con sus primeras novelas, dio a luz otras de este género, probando otros ambientes y épocas, como la Francia de Luis XI en Quentin Durward / Quintín Durward (1823). Durante esta época de su carrera alcanzó gran fama y obtuvo el título de baronet, con lo que pasó a llamarse Sir Walter Scott.
Fue entonces cuando organizó la visita del rey Jorge IV a Escocia (1822), de gran importancia política para congraciarse con sus revueltos y orgullosos habitantes; Scott había preparado un espectacular boato para representar a Jorge como una reencarnación algo rechoncha de «Gentil príncipe Carlos». El éxito de esta visita puso de moda el tartán y los kilts o faldas escocesas, que se volvieron símbolos de la identidad nacional escocesa.

## Problemas financieros y su muerte

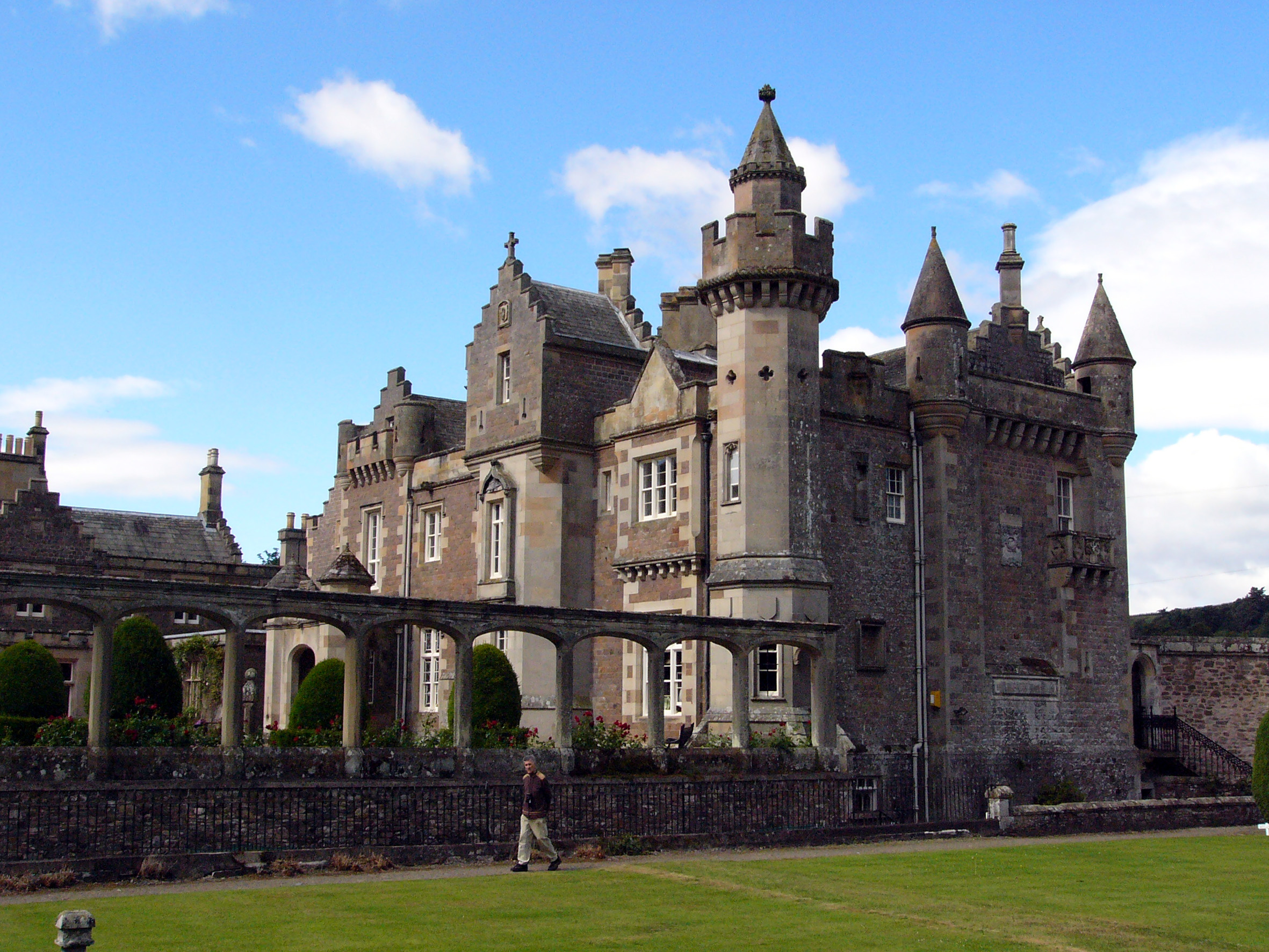
Abbotford House, residencia de sir Walter Scott, en la actualidad

En 1825 volvió a tener problemas financieros, derivados de sus negocios editoriales, y su compañía casi se arruinó; consiguió salir a flote a costa de un sacrificado y continuo trabajo. Fue por entonces cuando se divulgó que era el autor de las novelas. Antes que declarar la quiebra, puso su casa, Abbotsford House, y sus ingresos en un fideicomiso administrado por sus acreedores, y procedió a cancelar la deuda. Continuó su prodigiosa producción literaria hasta 1831. Pero tanto trabajo empezó a minar su salud; finalmente murió en Abbotsford en 1832. Sus novelas siguieron vendiéndose, y sus deudas al fin fueron pagadas con ese dinero. Fue enterrado en la abadía de Dryburgh, donde muy cerca y de algún modo apropiado puede encontrarse una gran estatua de William Wallace, una de las figuras históricas escocesas más románticas.

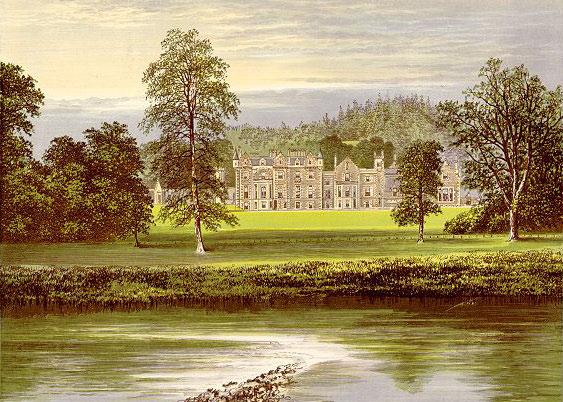
Abbotsford (Country Seats, de Morris, 1800).

## Abbotsford House

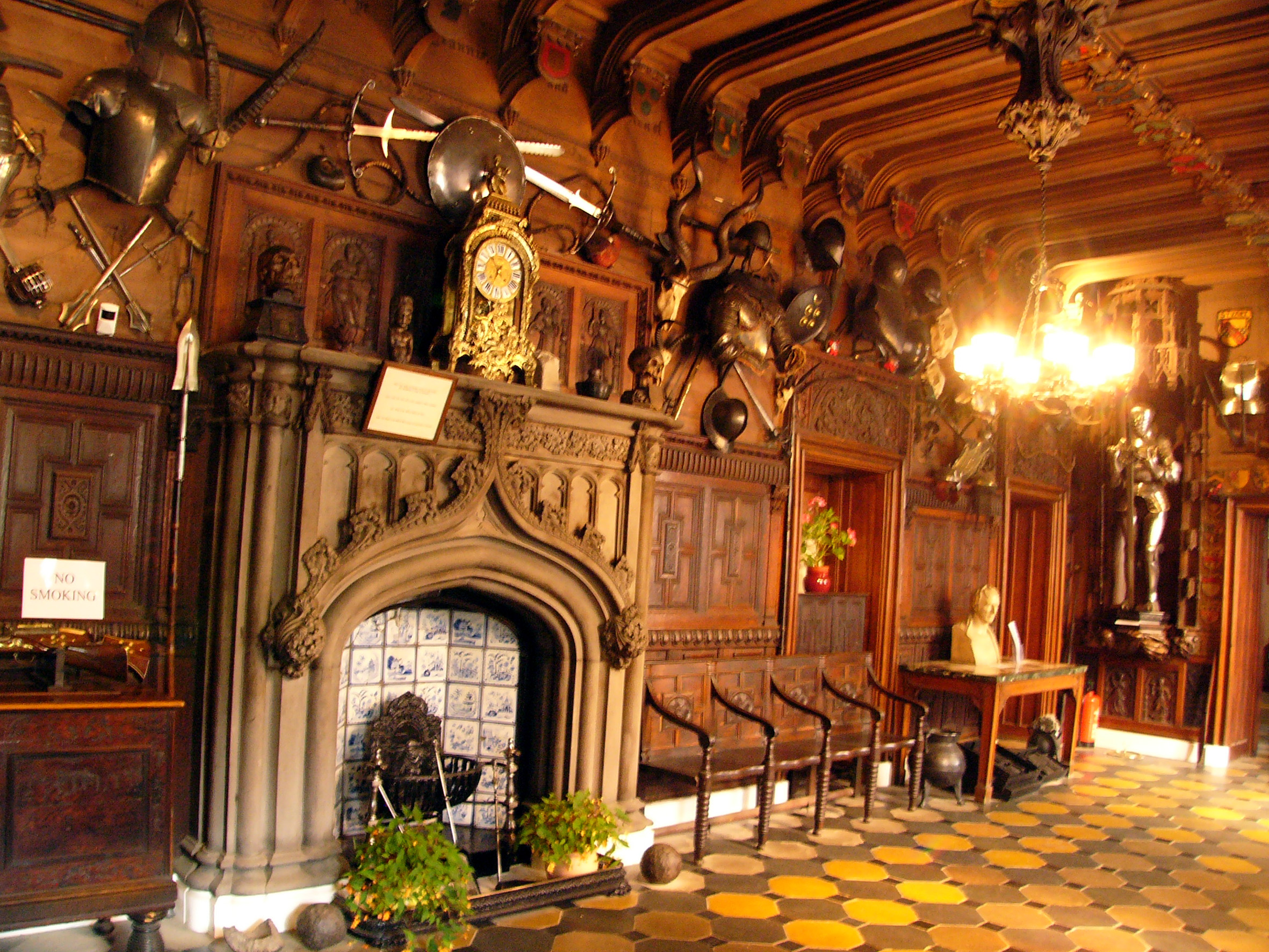
Interior de Abbotsford House.

De niño, Sir Walter Scott viajó con su padre desde Selkirk a Melrose, en la frontera donde se ambientan algunas de sus novelas. En algún momento, el viejo caballero paró para enseñar a su hijo una piedra donde tuvo lugar la batalla de Melrose (1526). No muy lejos había una pequeña granja llamada Cartleyhole, que con el tiempo Scott llegó a comprar.
Poco a poco hizo de esta granja un maravilloso hogar, parecido a un palacio de cuento de hadas. A través de ventanas enriquecidas con signos heráldicos, el sol lucía sobre las armaduras, el delicado mobiliario y las aun mejores pinturas. Paneles de roble y cedro y techos de madera con escudos de armas de correcta coloratura añadieron belleza a la casa. Incluso compró más tierra hasta tener casi mil acres (unos 4 km²) y se estima que la construcción le costó más de veinticinco mil libras.
Una calzada romana vecina, con un vado usado en tiempos pasados por los monjes de Melrose, le sugirieron llamar a esta mansión Abbotsford House ('Casa del vado de los monjes').

## Vindicación posterior

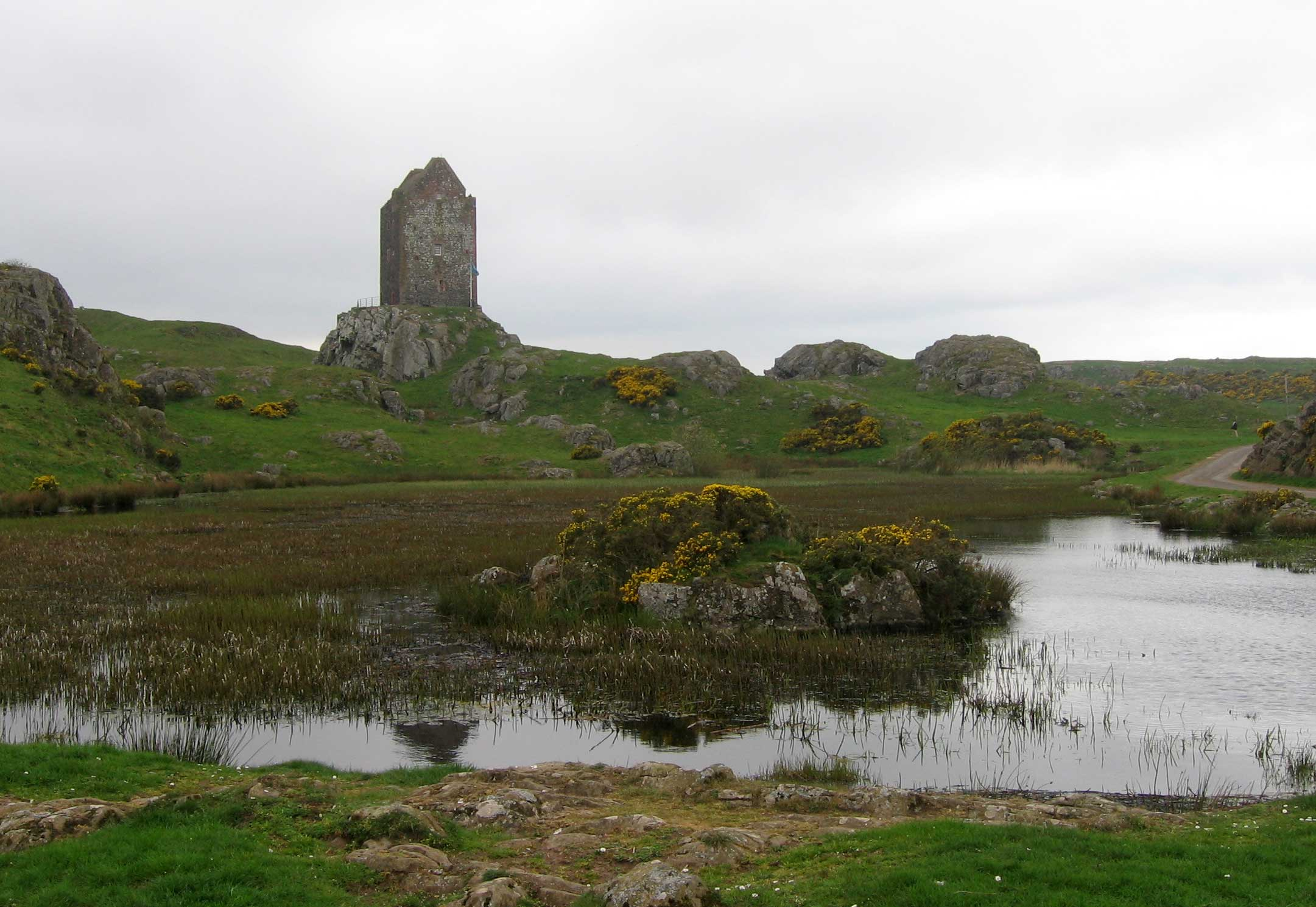
La torre de Smailholm, una atalaya cerca de la granja de Sandyknowe donde Scott pasó una parte de su infancia y que habitaron sus antepasados.

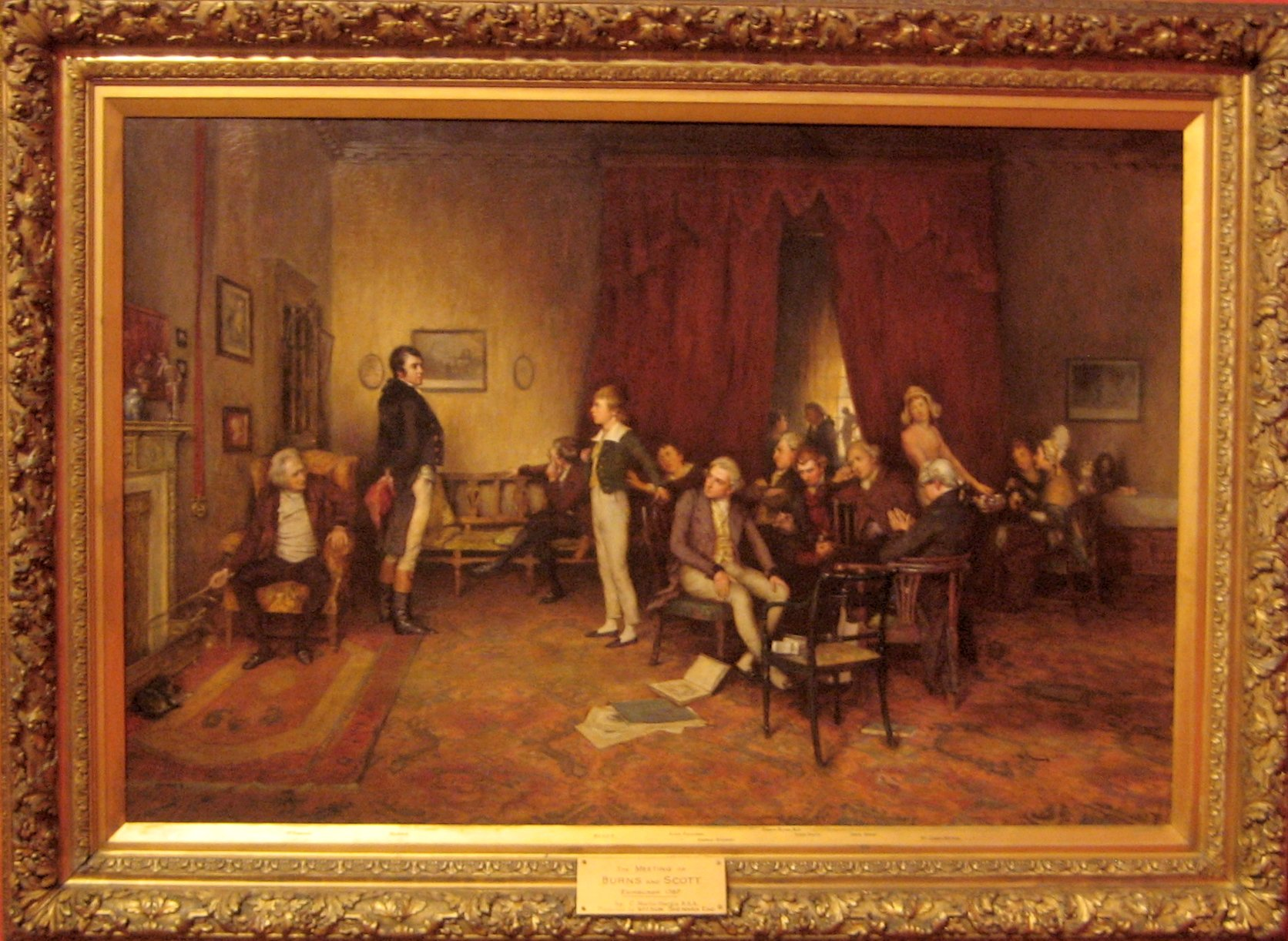
«El encuentro de Burns y de Scott», óleo de Charles Hardie, 1893 (Dunedin Public Art Gallery).

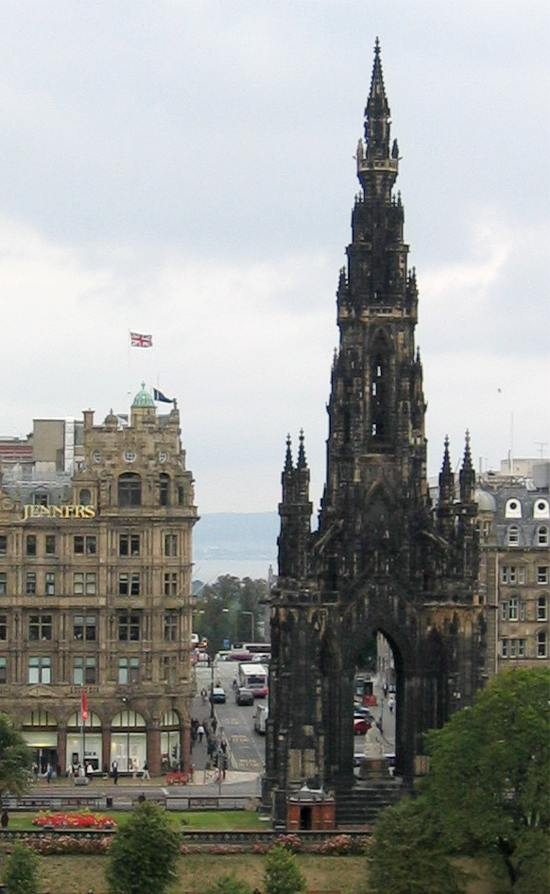
El Monumento a Scott, Edimburgo.

Scott era un noble empobrecido que mitificó sus orígenes sociales como una especie de don Quijote. Su novela histórica nace además como expresión artística del nacionalismo propio de los románticos y de su nostalgia ante los cambios brutales en las costumbres y los valores que impone la transformación burguesa del mundo y la revolución industrial. El pasado se configura así para él como una especie de refugio o evasión y un lugar para desarrollar la imaginación, en línea con la primera generación de escritores del romanticismo, la tradicionalista.
Fue alabado de inmediato por sus autores más grandes, como Goethe y Manzoni. Influyó en muchos de los escritores del siglo XIX y no solo en los novelistas históricos (así lo reconocía Balzac). Más tarde, alguien tan elogiado hoy como Robert Louis Stevenson fue un gran admirador y continuador de este también novelista escocés.
Scott fue el responsable de dos de las principales tendencias que se han prolongado hasta hoy. Primero, básicamente él inventó la novela histórica moderna inspirándose en las de la alemana Benedikte Naubert, que conocía bien; y un enorme número de imitadores (e imitadores de imitadores) aparecieron en el siglo XIX. En segundo lugar, sus novelas escocesas continuaron la labor del ciclo de Ossian, de James Macpherson, para rehabilitar ante la opinión pública la cultura de las Highlands o Tierras Altas Escocesas, después de permanecer en las sombras durante años, debido a la desconfianza sureña hacia los bandidos de las colinas y las rebeliones jacobitas. Como entusiasta presidente de la Celtic Society of Edinburgh contribuyó a la reinvención de la cultura escocesa. Debe señalarse, sin embargo, que Scott era un escocés de las Tierras Bajas, y que sus recreaciones de las Tierras Altas eran un poco extravagantes. Su organización de la visita del rey Jorge IV a Escocia en 1822 fue un acontecimiento crucial, llevando a los sastres escoceses a inventar muchos tartanes de los diversos clanes.
Pero, tras ser uno de los novelistas más populares del siglo XIX, la popularidad de Scott declinó fuertemente tras la Primera Guerra Mundial. Edward Morgan Forster marcó el camino crítico en su clásico Aspects of the Novel (1927), donde se lo consideraba un escritor trivial de novelas pesadas y carentes de pasión (por más que reconociera que "sabía contar una historia y poseía esa facultad primitiva de mantener al lector en suspenso, jugando con su curiosidad").
Scott también sufrió el creciente aprecio del público por escritores del Realismo como Jane Austen. En el siglo XIX se la consideraba una entretenida «novelista para mujeres», pero en el siglo XX se revalorizó su obra hasta el punto de ser estimada como quizá la mejor escritora inglesa de las primeras décadas del siglo XIX. Al alzarse la estrella de Jane Austen, declinó la de Scott, aunque (y es una paradoja), había sido precisamente Scott uno de los pocos escritores masculinos de su tiempo que habían reconocido su genio. Pero Virginia Woolf, defensora de Jane Austen, decía que "los verdaderos románticos pueden trasportarnos de la tierra a los cielos, y Scott, gran maestro de la novela romántica, utiliza plenamente esa libertad", pese a sus convenciones o su pereza.
Ciertos defectos de Scott (historicismo, prolijidad) no encajaban con la sensibilidad postromántica modernista, que no supo apreciar su ironía, sus pomposos personajes y sus jugosas descripciones y documentadas reconstrucciones ambientales. No obstante, Georg Lukács, en su excelente La novela histórica (1955), escribió páginas muy matizadas y profundas sobre el talento épico de Walter Scott y su superación del romanticismo al elevar las tradiciones con ciertos héroes demoníacos.
Ahora bien, tras haber sido ignorado durante décadas por los especialistas (pero leído en centenares de ediciones hasta hoy), empezó un rebrote de interés por su trabajo en las décadas de 1970 y 1980. Curiosamente, el gusto postmoderno (que favorece las narrativas discontinuas, y la introducción de la primera persona en obras de ficción) eran más favorables para la obra de Scott que los gustos modernistas. A pesar de sus artificios, Scott es considerado ahora como un innovador importante y una figura clave en el desarrollo de la literatura escocesa y mundial, dada la fuerza de su escritura. El rebrote de la novela histórica, hoy, ha hecho regresar a los grandes maestros.
Es una medida de la influencia de Scott que la estación central de Edimburgo, abierta en 1854 para el ferrocarril británico del Norte, se llame «estación Waverley». Scott fue también responsable, a través de una serie de cartas seudónimas publicadas en el Edinburgh Weekly News en 1826, de que los bancos escoceses conservaran su derecho a emitir billetes de banco propios, lo que se conmemora hoy en día al aparecer el escritor en todos los billetes emitidos por el Banco de Escocia.
Muchas de sus obras fueron ilustradas por su amigo William Allan.

## Obras

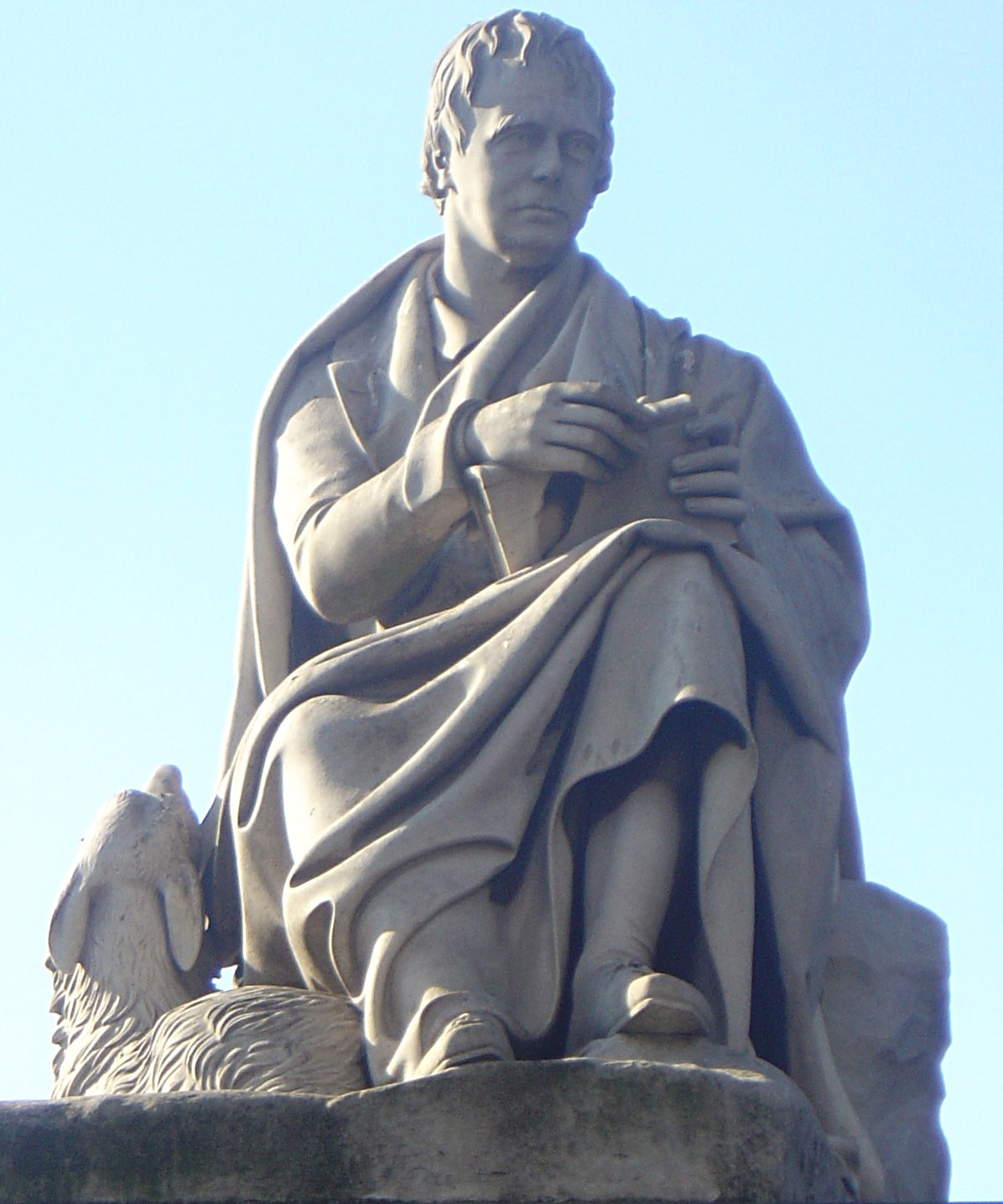
Monumento en homenaje a Sir Walter Scott en Edimburgo.

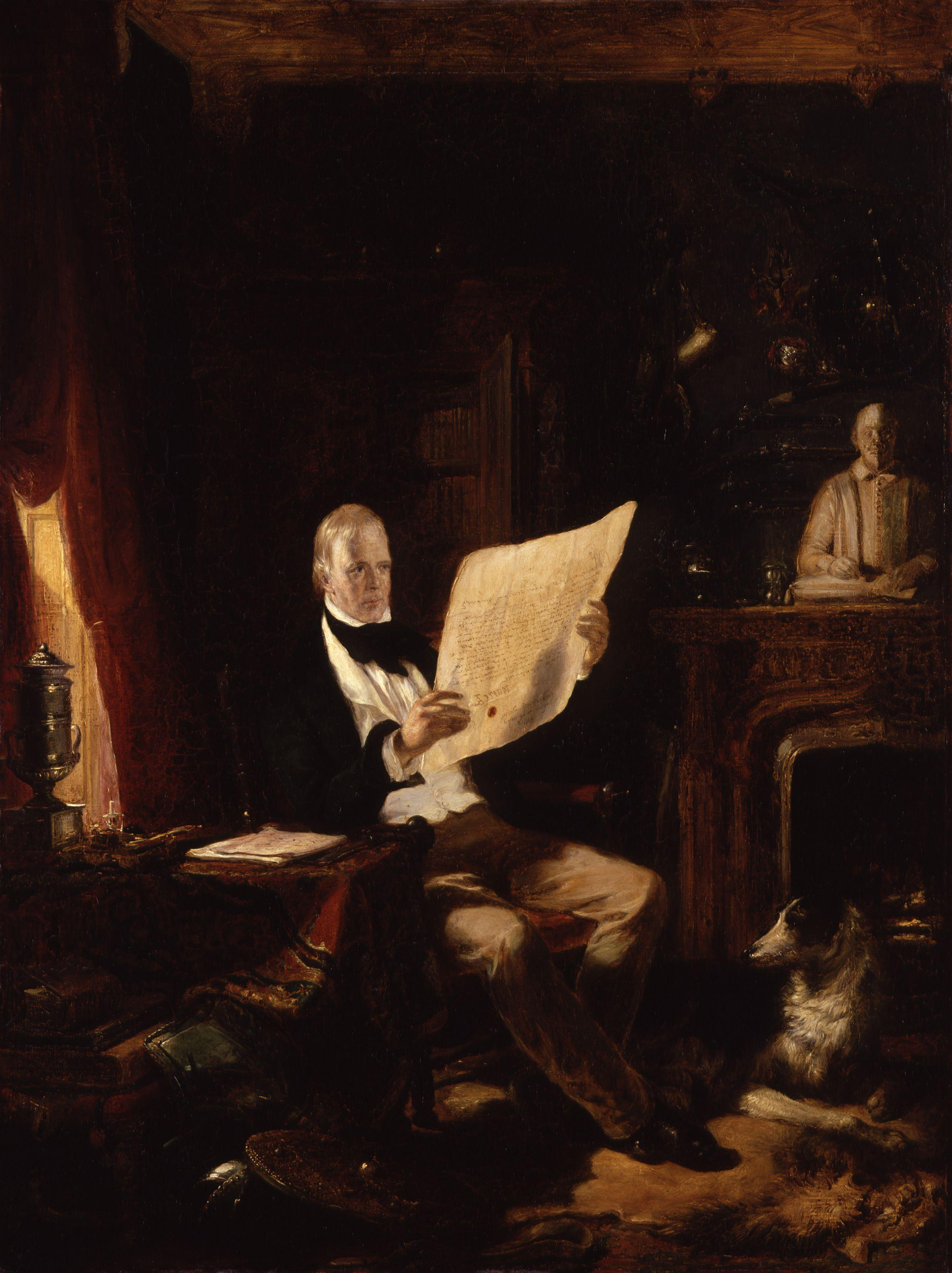
Sir Walter Scott, por Sir William Allan, 1831 (National Portrait Gallery, Londres).

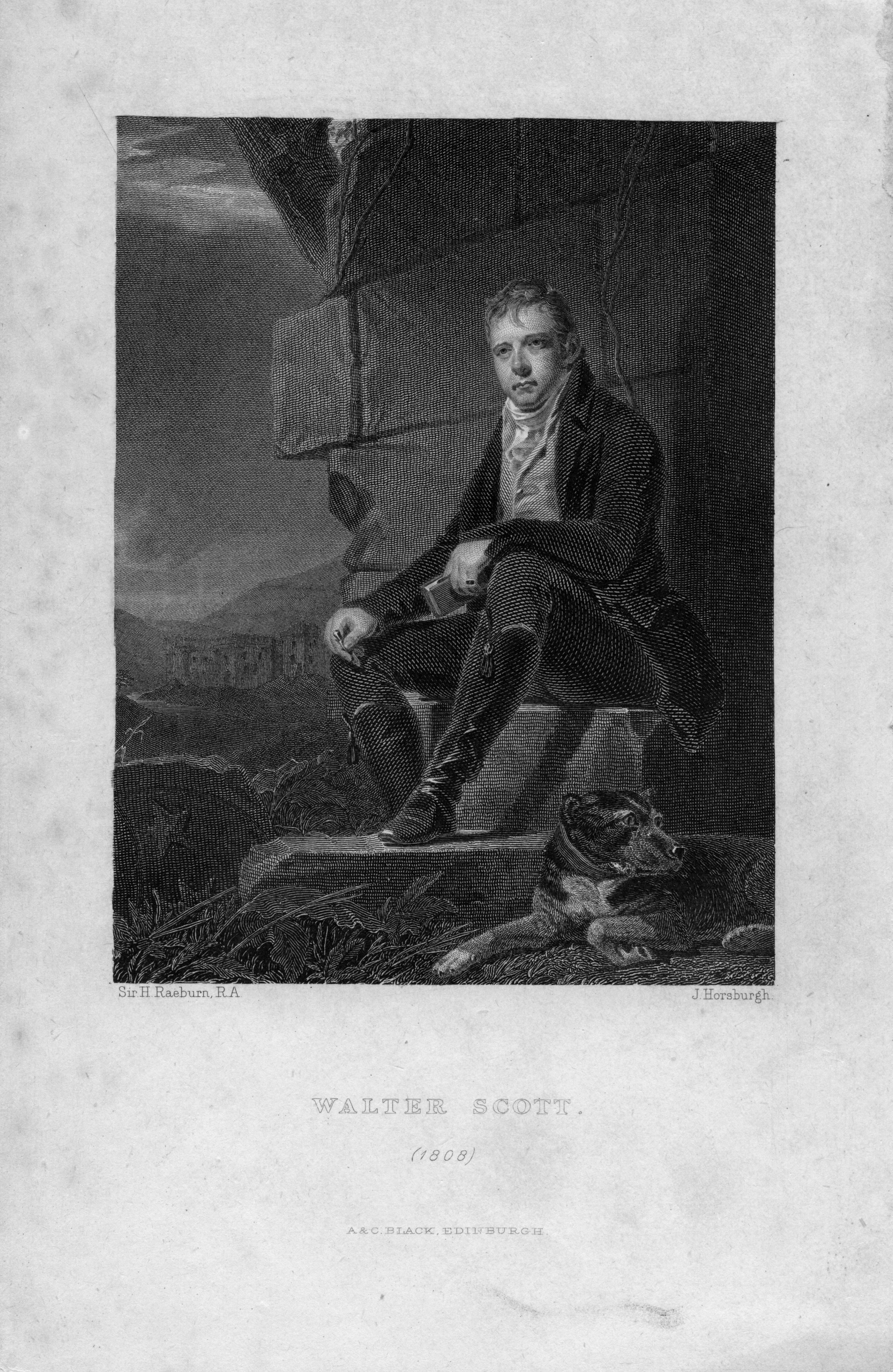
Walter Scott sentado en unas ruinas y acompañado de su perro

### Novelas y relatos
- Waverley (1814)
- Guy Mannering (Guy Mannering o El astrólogo, 1815)
- The Antiquary (El anticuario, 1816)
- Ciclo Tales of my Landlord (Historias de mi posadero) (primera serie narrativa, 1816): The Black Dwarf (El enano negro) y Old Mortality (Eterna mortalidad o Los puritanos de Escocia)
- Rob Roy (1818)
- Ciclo Tales of my Landlord (Historias de mi posadero) (segunda serie narrativa, 1818): The Heart of Midlothian (El corazón de Mid-Lothian)
- Ivanhoe (1819)
- Ciclo Tales of my Landlord (Historias de mi posadero) (tercera serie narrativa, 1819): The Bride of Lammermoor (La novia de Lammermoor o La pastora de Lammermoor o la desposada) y A Legend of Montrose (La leyenda de Montrose)
- Narraciones de fuentes benedictinas: The Abbot (El abad) y The Monastery (El monasterio), ambas de 1820
- Kenilworth (Kenilworth, 1821)
- The Pirate (El pirata, 1822)
- The Fortunes of Nigel (Las aventuras de Nigel, 1822)
- Peveril of the Peak (Peveril del Pico, 1822)
- Quentin Durward (Quintín Durward, 1823)
- St. Ronan's Well (Las aguas de St. Ronan, 1824)
- Redgauntlet (Redgauntlet: una historia del siglo XVIII, 1824)
- Ciclo Tales of the Crusaders (Relatos de los cruzados, 1825): The Betrothed (Los desposados o El condestable de Chester) y The Talisman (El talismán o Ricardo Corazón de León)
- Woodstock, or The Cavaliers: A Tale of 1651 (Woodstock o Los caballeros: una historia de 1651, 1826)
- The Fair Maid of Perth (La hermosa joven de Perth o El día de San Valentín, 1828)
- Anne of Geierstein (La hija de la niebla, 1829)
- Ciclo Tales of my Landlord (Historias de mi posadero) (cuarta serie narrativa, 1832): Count Robert of Paris (Robert, conde de París) y Castle Dangerous (El castillo peligroso).

### Cuentos cortos
- Chronicles of the Canongate, primera serie, The Highland Widow (La viuda de las montañas), The Two Drovers (Los dos boyeros) y The Surgeon's Daughter (La hija del cirujano) (1827).

### Poemas
- William and Helen, Two Ballads from the German (traductor) (1796)
- The Minstrelsy of the Scottish Border (Poemas de la frontera escocesa, 1802–1803)
- The Lay of the Last Minstrel (Canto del último trovador, 1805)
- Ballads and Lyrical Pieces (Baladas, 1806)
- Marmion o Marmion: a Tale of Flodden Field (1808)
- The Lady of the Lake (La Dama del Lago, 1810)
- The Vision of Don Roderick (Visión de Don Rodrigo, 1811)
- The Bridal of Triermain (Los desposorios de Triermain, 1813)
- Rokeby (Matilde de Rokeby, 1813)
- The Field of Waterloo (El campo de Waterloo, 1815)
- The Lord of the Isles (El lord de las islas, 1815)
- Harold the Dauntless (Harold, el intrépido, 1817)
- Young Lochinvar
- Bonnie Dundee (1830).

### Otros
- Glosa de la Saga Eyrbiggia (en Reliquias septentrionales de Robert Jamieson y Henry Weber) (1814).
- The Chase (traductor) (1796)
- Goetz of Berlichingen (traductor) (1799)
- Paul's Letters to his Kinsfolk (1816)
- Provincial Antiquities of Scotland (1819–1826)
- Lives of the Novelists (1821–1824)
- Halidon Hill (teatro, 1822)
- The Life of Napoleon Buonaparte (Las páginas de oro, o sea retrato imparcial de Napoleón / Vida de Napoleón Bonaparte, precedida de un bosquejo preliminar de la Revolución francesa, 1827)
- Religious Discourses, by a Layman ("Discursos religiosos, por un lego", 1828)
- Tales of a Grandfather (Cuentos del abuelo), primera serie (1828)
- History of Scotland (Historia de Escocia), 2 vols. (1829–1830)
- Tales of a Grandfather, segunda serie (1829)
- The Doom of Devorgoil (La caída de Devorgoil, 1830)
- Essays on Ballad Poetry (Ensayos sobre poesía trovadoresca, 1830)
- Tales of a Grandfather, tercera serie (1830)
- Letters on Demonology and Witchcraft (1831)

## Influencia en otras artes

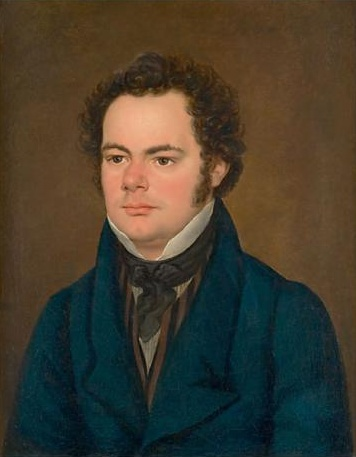
Retrato de Franz Schubert de 1827

El éxito de las obras de Walter Scott ha llevado a su adaptación a otras formas artísticas, como la ópera y el cine.
En el terreno operístico, destacan:
- La donna del lago (1819), de Rossini. Inspirada en The Lady of the Lake.
- La dame blanche (1825), de Boïeldieu. Basada en Guy Mannering y The monastery.
- Elisabetta al castello di Kenilworth (1829), de Donizetti. Basada en Kenilworth.
- Lucia di Lammermoor (1834), de Gaetano Donizetti. Basada en The Bride of Lammermoor.
- I puritani (1835), de Bellini. Basado en Old Mortality, aunque pudo tener otras influencias.
- La jolie fille de Perth / La hermosa muchacha de Perth, 1866), de Bizet. Basado en The Fair Maid of Perth.

Franz Schubert compuso lieder (canciones) inspiradas en poemas de Walter Scott (op. 52), dedicados a Sophie, condesa de Weissenwolf, en 1825. Entre ellas estaba Ellens dritter Gesang III, conocido como el Ave María de Schubert. B. Paumgartner (Franz Schubert, Madrid: Alianza Editorial, 1992) enumera otras lieder basadas en letras de Scott: Romanze des Richard Löwenherz, 1826, de Ivanhoe, op. 86; y el op. 85 (1827): Lied der Anne Lyle (de Montrose) y Gesang der Norma (de Pirat).
Muchas son las películas y series de televisión basadas en obras de Walter Scott. Las más conocidas son:
- Ivanhoe (1952). Dirigida por Richard Thorpe, con Robert Taylor como Ivanhoe, y Elizabeth Taylor en el papel de Rebecca.
- King Richard and the Crusaders (1954). Película dirigida por David Butler, con Rex Harrison en el papel de Saladino, Virginia Mayo como Lady Edith Plantagenet y George Sanders (Rey Ricardo I de Inglaterra). Se basa en la novela El talismán.
- Ivanhoe (1982). Serie de televisión dirigida por Douglas Camfield, con Anthony Andrews (Wilfred of Ivanhoe) y Olivia Hussey (Rebecca); destacan secundarios de la talla de James Mason (Isaac of York) y Sam Neill (Brian de Bois-Guilbert).